# Roi et tour contre roi seul
Cet article utilise la notation algébrique pour décrire des coups du jeu d'échecs.
Au jeu d'échecs, la finale Roi et tour contre roi seul est une finale élémentaire, dite « technique », car le résultat de la partie est connu avec certitude, dans tous les cas de figure, avec le meilleur jeu.
Le cas Roi et dame contre roi seul et celui-ci sont les deux seules permettant de mater avec seulement trois pièces sur l’échiquier.
Comme dans le cas R+D contre R, le principe est de pousser le roi adverse à la bande avant de le mater. Mais, à la différence de la dame, la tour est une pièce que le roi adverse peut attaquer en s’en approchant, l’obligeant à reculer. Si une dame peut, à elle seule, contraindre le roi adverse à reculer jusqu’à la bande, la tour va devoir coopérer étroitement avec son roi pour obtenir le même résultat.

## Exemple
|   | a                                                                                         | b                                                                                         | c                                                                                         | d                                                                                         | e                                                                                         | f                                                                                         | g                                                                                         | h                                                                                         |   |
| 8 | Roi noir sur case noire d6 · Tour blanche sur case noire g5 · Roi blanc sur case noire d4 | Roi noir sur case noire d6 · Tour blanche sur case noire g5 · Roi blanc sur case noire d4 | Roi noir sur case noire d6 · Tour blanche sur case noire g5 · Roi blanc sur case noire d4 | Roi noir sur case noire d6 · Tour blanche sur case noire g5 · Roi blanc sur case noire d4 | Roi noir sur case noire d6 · Tour blanche sur case noire g5 · Roi blanc sur case noire d4 | Roi noir sur case noire d6 · Tour blanche sur case noire g5 · Roi blanc sur case noire d4 | Roi noir sur case noire d6 · Tour blanche sur case noire g5 · Roi blanc sur case noire d4 | Roi noir sur case noire d6 · Tour blanche sur case noire g5 · Roi blanc sur case noire d4 | 8 |
| 7 | Roi noir sur case noire d6 · Tour blanche sur case noire g5 · Roi blanc sur case noire d4 | Roi noir sur case noire d6 · Tour blanche sur case noire g5 · Roi blanc sur case noire d4 | Roi noir sur case noire d6 · Tour blanche sur case noire g5 · Roi blanc sur case noire d4 | Roi noir sur case noire d6 · Tour blanche sur case noire g5 · Roi blanc sur case noire d4 | Roi noir sur case noire d6 · Tour blanche sur case noire g5 · Roi blanc sur case noire d4 | Roi noir sur case noire d6 · Tour blanche sur case noire g5 · Roi blanc sur case noire d4 | Roi noir sur case noire d6 · Tour blanche sur case noire g5 · Roi blanc sur case noire d4 | Roi noir sur case noire d6 · Tour blanche sur case noire g5 · Roi blanc sur case noire d4 | 7 |
| 6 | Roi noir sur case noire d6 · Tour blanche sur case noire g5 · Roi blanc sur case noire d4 | Roi noir sur case noire d6 · Tour blanche sur case noire g5 · Roi blanc sur case noire d4 | Roi noir sur case noire d6 · Tour blanche sur case noire g5 · Roi blanc sur case noire d4 | Roi noir sur case noire d6 · Tour blanche sur case noire g5 · Roi blanc sur case noire d4 | Roi noir sur case noire d6 · Tour blanche sur case noire g5 · Roi blanc sur case noire d4 | Roi noir sur case noire d6 · Tour blanche sur case noire g5 · Roi blanc sur case noire d4 | Roi noir sur case noire d6 · Tour blanche sur case noire g5 · Roi blanc sur case noire d4 | Roi noir sur case noire d6 · Tour blanche sur case noire g5 · Roi blanc sur case noire d4 | 6 |
| 5 | Roi noir sur case noire d6 · Tour blanche sur case noire g5 · Roi blanc sur case noire d4 | Roi noir sur case noire d6 · Tour blanche sur case noire g5 · Roi blanc sur case noire d4 | Roi noir sur case noire d6 · Tour blanche sur case noire g5 · Roi blanc sur case noire d4 | Roi noir sur case noire d6 · Tour blanche sur case noire g5 · Roi blanc sur case noire d4 | Roi noir sur case noire d6 · Tour blanche sur case noire g5 · Roi blanc sur case noire d4 | Roi noir sur case noire d6 · Tour blanche sur case noire g5 · Roi blanc sur case noire d4 | Roi noir sur case noire d6 · Tour blanche sur case noire g5 · Roi blanc sur case noire d4 | Roi noir sur case noire d6 · Tour blanche sur case noire g5 · Roi blanc sur case noire d4 | 5 |
| 4 | Roi noir sur case noire d6 · Tour blanche sur case noire g5 · Roi blanc sur case noire d4 | Roi noir sur case noire d6 · Tour blanche sur case noire g5 · Roi blanc sur case noire d4 | Roi noir sur case noire d6 · Tour blanche sur case noire g5 · Roi blanc sur case noire d4 | Roi noir sur case noire d6 · Tour blanche sur case noire g5 · Roi blanc sur case noire d4 | Roi noir sur case noire d6 · Tour blanche sur case noire g5 · Roi blanc sur case noire d4 | Roi noir sur case noire d6 · Tour blanche sur case noire g5 · Roi blanc sur case noire d4 | Roi noir sur case noire d6 · Tour blanche sur case noire g5 · Roi blanc sur case noire d4 | Roi noir sur case noire d6 · Tour blanche sur case noire g5 · Roi blanc sur case noire d4 | 4 |
| 3 | Roi noir sur case noire d6 · Tour blanche sur case noire g5 · Roi blanc sur case noire d4 | Roi noir sur case noire d6 · Tour blanche sur case noire g5 · Roi blanc sur case noire d4 | Roi noir sur case noire d6 · Tour blanche sur case noire g5 · Roi blanc sur case noire d4 | Roi noir sur case noire d6 · Tour blanche sur case noire g5 · Roi blanc sur case noire d4 | Roi noir sur case noire d6 · Tour blanche sur case noire g5 · Roi blanc sur case noire d4 | Roi noir sur case noire d6 · Tour blanche sur case noire g5 · Roi blanc sur case noire d4 | Roi noir sur case noire d6 · Tour blanche sur case noire g5 · Roi blanc sur case noire d4 | Roi noir sur case noire d6 · Tour blanche sur case noire g5 · Roi blanc sur case noire d4 | 3 |
| 2 | Roi noir sur case noire d6 · Tour blanche sur case noire g5 · Roi blanc sur case noire d4 | Roi noir sur case noire d6 · Tour blanche sur case noire g5 · Roi blanc sur case noire d4 | Roi noir sur case noire d6 · Tour blanche sur case noire g5 · Roi blanc sur case noire d4 | Roi noir sur case noire d6 · Tour blanche sur case noire g5 · Roi blanc sur case noire d4 | Roi noir sur case noire d6 · Tour blanche sur case noire g5 · Roi blanc sur case noire d4 | Roi noir sur case noire d6 · Tour blanche sur case noire g5 · Roi blanc sur case noire d4 | Roi noir sur case noire d6 · Tour blanche sur case noire g5 · Roi blanc sur case noire d4 | Roi noir sur case noire d6 · Tour blanche sur case noire g5 · Roi blanc sur case noire d4 | 2 |
| 1 | Roi noir sur case noire d6 · Tour blanche sur case noire g5 · Roi blanc sur case noire d4 | Roi noir sur case noire d6 · Tour blanche sur case noire g5 · Roi blanc sur case noire d4 | Roi noir sur case noire d6 · Tour blanche sur case noire g5 · Roi blanc sur case noire d4 | Roi noir sur case noire d6 · Tour blanche sur case noire g5 · Roi blanc sur case noire d4 | Roi noir sur case noire d6 · Tour blanche sur case noire g5 · Roi blanc sur case noire d4 | Roi noir sur case noire d6 · Tour blanche sur case noire g5 · Roi blanc sur case noire d4 | Roi noir sur case noire d6 · Tour blanche sur case noire g5 · Roi blanc sur case noire d4 | Roi noir sur case noire d6 · Tour blanche sur case noire g5 · Roi blanc sur case noire d4 | 1 |
|   | a                                                                                         | b                                                                                         | c                                                                                         | d                                                                                         | e                                                                                         | f                                                                                         | g                                                                                         | h                                                                                         |   |

Il faut, rangée après rangée, obtenir la position du diagramme ci-contre, dont les caractéristiques sont :
- les deux rois sont en opposition, avec le trait aux Blancs (important).
- compte tenu de l’opposition des rois, la place de la tour n’est pas obligatoire, mais elle est là parce qu’auparavant elle a contribué à obtenir cette position

La partie peut se terminer ainsi :
1. Tg6+ Rd7
2. Re5
Il est inutile de se placer en face du roi noir (en opposition) car le trait serait alors aux Noirs. Mieux vaut se décaler, car alors soit c’est le roi noir qui se met en opposition, par Re7, et à ce moment il est à nouveau tout de suite possible de le faire reculer par Tg7+, soit il fuit de l’autre côté, et on lui court après. C’est le cas dans l’exemple.
2. ... Rc7
3. Rd5 Rb7
4. Rc5 Ra7
5. Rb5 Rb7
On a retrouvé l’opposition, avec trait aux Blancs. Échec !
6. Tg7+ Rc8
7. Rb6
Ne pas se mettre de soi-même en opposition
7. ... Rd8
8. Rc6 Re8
9. Rd6 Rf8
10. Ta7 Re8
11. Tb7
Coup d'attente pour retrouver l'opposition en même temps que le trait.
11. ... Rf8
12. Re6 Rg8
13. Rf6 Rh8
14. Rg6 Rg8
15. Tb8# (échec et mat)
Obtenir une position de pat avec roi et tour contre roi est très peu probable (ex : roi noir en a8, roi blanc en a6, tour en b1, et trait aux Noirs).